# NNI-351
El NNI-351 es un inhibidor enzimático activo por vía oral de la quinasa regulada por fosforilación en tirosina de doble especificidad 1A (DYRK1A, por sus siglas en inglés) y potenciador de la neurogénesis, que está siendo desarrollado por NeuroNascent, Inc. para el tratamiento del síndrome de Down, la depresión y el trastorno de estrés postraumático.
A fecha de 2017, se encontraba en fase de desarrollo preclínico y aún no había avanzado a ensayos clínicos en humanos.
En julio de 2022, la Administración de Alimentos y Medicamentos le concedió la designación de medicamento huérfano para el tratamiento del síndrome de X frágil.